# إدارة المشاة بالقوات المسلحة (مصر)
إدارة المشاة بالقوات المسلحة «تعرف أيضاً باسم سلاح المشاة»، وشعارها «قوة، عزم، نصر». تمتد جذور السلاح بالجيش المصري إلى ثلاثة آلاف عام ق.م، وصولاً للعصر الحديث حين أعاد محمد علي باشا تشكيل هذا السلاح بستة آلاف من المشاة المصريين عام 1823 ومنذ ذلك التاريخ استمر دور رجال المشاة في جميع الحروب التي خاضتها مصر إلى أن تحقق انتصار حرب أكتوبر. ويتميز أفراد سلاح المشاة بالتميز التدريبي والتسليحي واللياقة البدنية العالية، وكذلك القدرة على اجتياز الموانع الترابية بمهارة فائقة والعمل الجماعي المتناغم.

## المنشآت التابعة
- وحدة التدريب الأساسي للمشاة.[4]

## مديري الإدارة
- لواء أركان حرب / أيمن عامر.[4]
- لواء أركان حرب / شريف سيف الدين.[5][6]
- لواء أركان حرب / أحمد علي.[7]
- لواء أركان حرب / سعيد عباس.[8]
- لواء أركان حرب / مدحت النحاس.[9]
- لواء أركان حرب / محمد المغني.[10]
- لواء أركان حرب / أحمد العوضي.[11]
- لواء أركان حرب / محمد نجاتي.[12]
- لواء أركان حرب / صبحي عياد.[13]
- لواء أركان حرب / محمد نجيب (شغل منصب رئيس الجمهورية).[14]